# Гилязетдинов, Салават Мухаметович
Салава́т Мухаме́тович Гилязетди́нов (баш. Салауат Мөхәмәт улы Ғиләжетдинов; род. 1 января 1959, Бураево, Башкирская АССР) — российский и башкирский каллиграф и художник-график. Заслуженный художник Республики Башкортостан. Член Союза художников России, руководитель секции графики Регионального Отделения СХР в Республике Башкортостан.
Живёт и работает в Уфе.

## Биография
Родился в 1959 году в селе Бураево Республики Башкортостан.

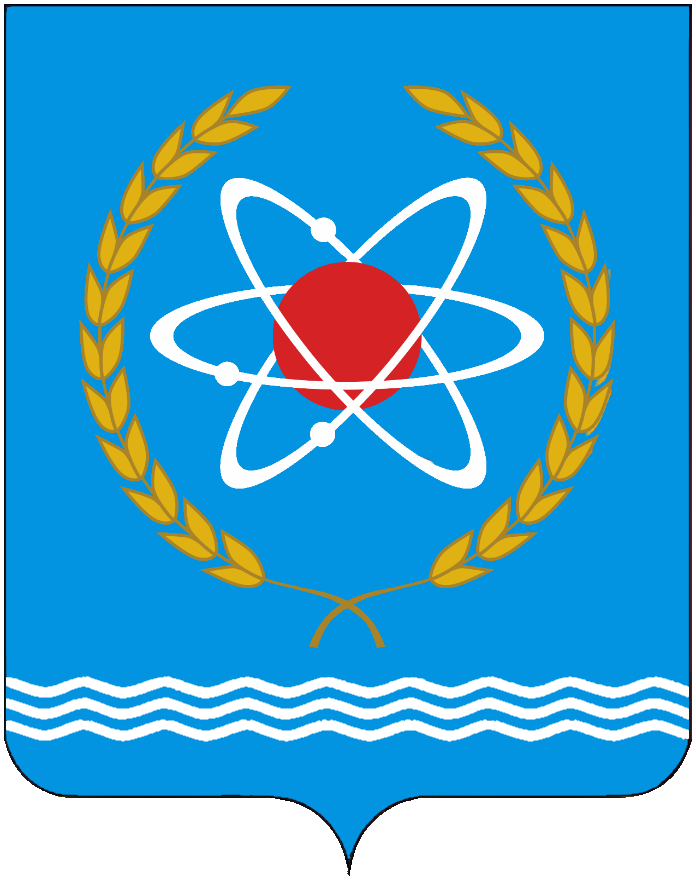
Герб Агидели

С 1991 года участвует в республиканских, зональных, всероссийских, международных и персональных выставках.
В 1994 году окончил отделение «станковая живопись» Уфимского государственного института искусств. С 1998 года член Союза художников России.
Автор Герба городского округа город Агидель, утверждённый 13 июля 2006 года
Автор и куратор этнофутуристических симпозиумов современного искусства в Елабужском государственном музее-заповеднике «Белая юрта», «Тагэрмэч-колесо», «Елабужский лубок», «Ребро Адама» (2008—2009 гг.).
В 2017 году вышла книга, иллюстрированная Салаватом Гилязетдиновым — перевод на башкирский язык эпоса «Манас».

## Места хранения работ
В Башкирском государственном художественном музее им. М. Нестерова, Новосибирской областной картинной галерее, Томском государственном художественном музее, Национальном культурном центре «Казань» (г. Казань), фонде Ш. Марджани (г. Москва).

## Награды
- Заслуженный художник Республики Башкортостан
- Благодарность Президента Российской Федерации (27 февраля 2019 года) — за заслуги в развитии культуры и искусства, многолетнюю плодотворную деятельность[3]

Дипломант международного уральского триеннале печатной графики «За творческий поиск».